# Maisoncelles-sur-Ajon
Maisoncelles-sur-Ajon ist eine französische Gemeinde mit 201 Einwohnern (Stand: 1. Januar 2022) im Département Calvados in der Region Normandie. Sie gehört zum Arrondissement Vire und zum Kanton Les Monts d’Aunay. Die Einwohner werden als Maisoncellois bezeichnet.

## Geografie
Maisoncelles-sur-Ajon liegt etwa 20 Kilometer südwestlich von Caen. Umgeben wird die Gemeinde von Vacognes-Neuilly im Norden, Sainte-Honorine-du-Fay im Nordosten, Préaux-Bocage im Osten, Montigny im Südosten und Süden, Courvaudon im Südwesten sowie Malherbe-sur-Ajon in westlicher und nordwestlicher Richtung.

## Bevölkerungsentwicklung
| Jahr                             | 1793 | 1836 | 1876 | 1926 | 1946 | 1968 | 1990 | 2016 |
| Einwohner                        | 226  | 241  | 218  | 280  | 150  | 142  | 169  | 191  |
| Quelle: Cassini, EHESS und INSEE |      |      |      |      |      |      |      |      |

## Sehenswürdigkeiten

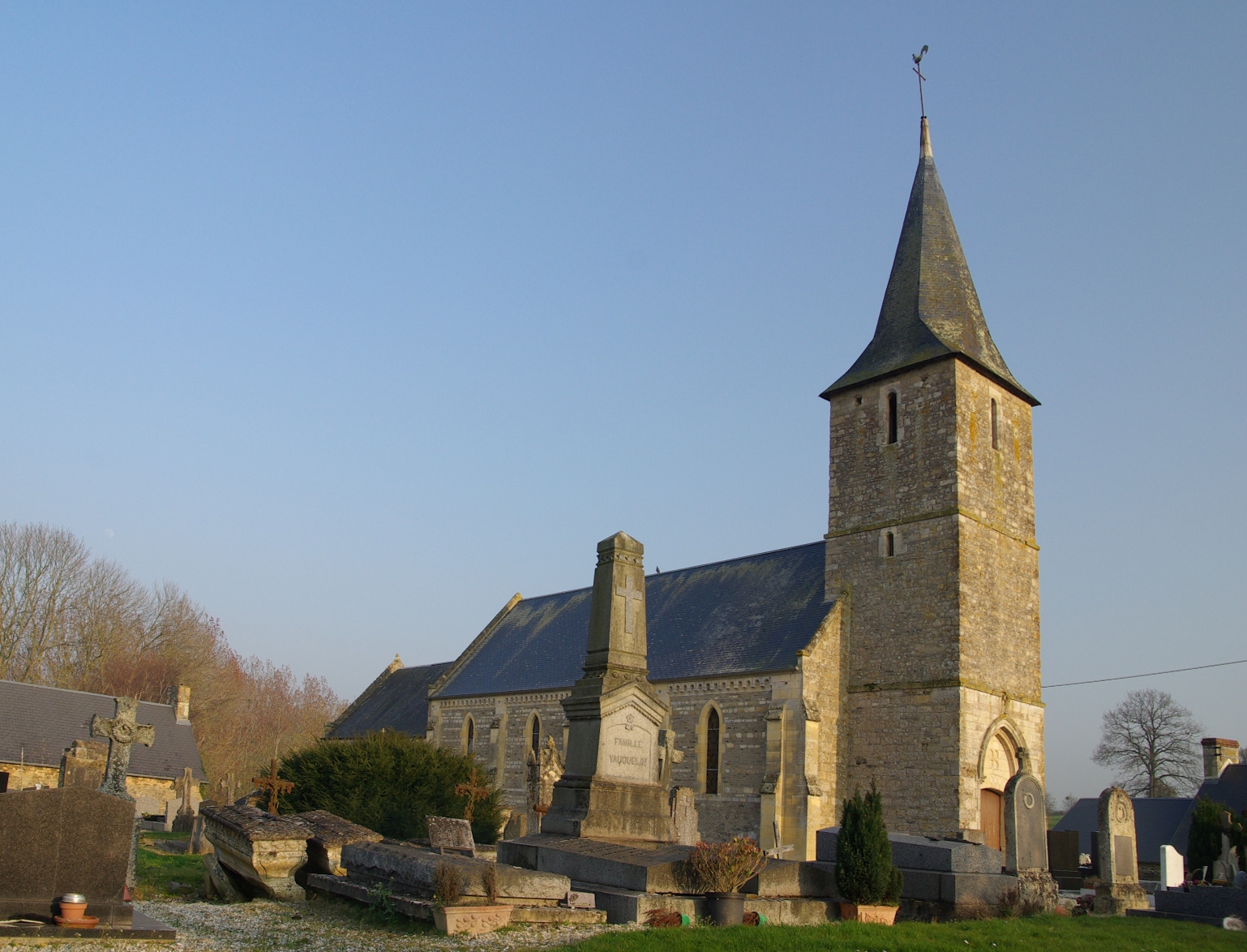
Kirche Saint-Sulpice

- Kirche Saint-Sulpice aus dem 13. Jahrhundert

## Gemeindepartnerschaften
Mit der bayerischen Gemeinde Johannesberg besteht seit 1990 eine Gemeindepartnerschaft.